# Шарлотка польська

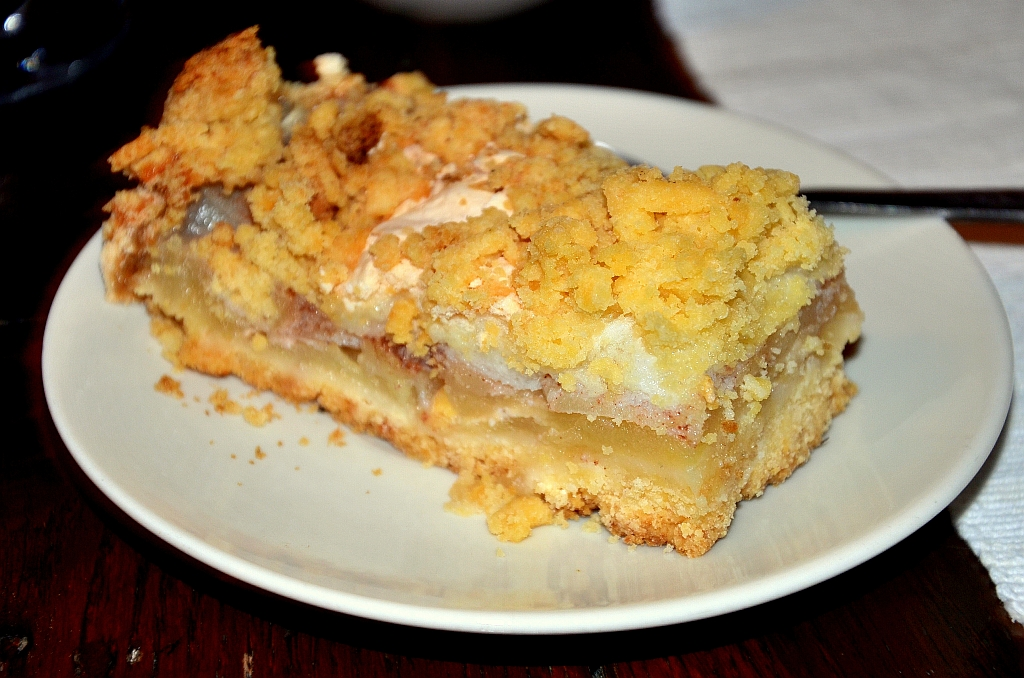
Типова польська шарлотка — яблучна маса на пісочному тісті, покрита шаром піни з яєчного білка та шаром тіста стертого на тертці

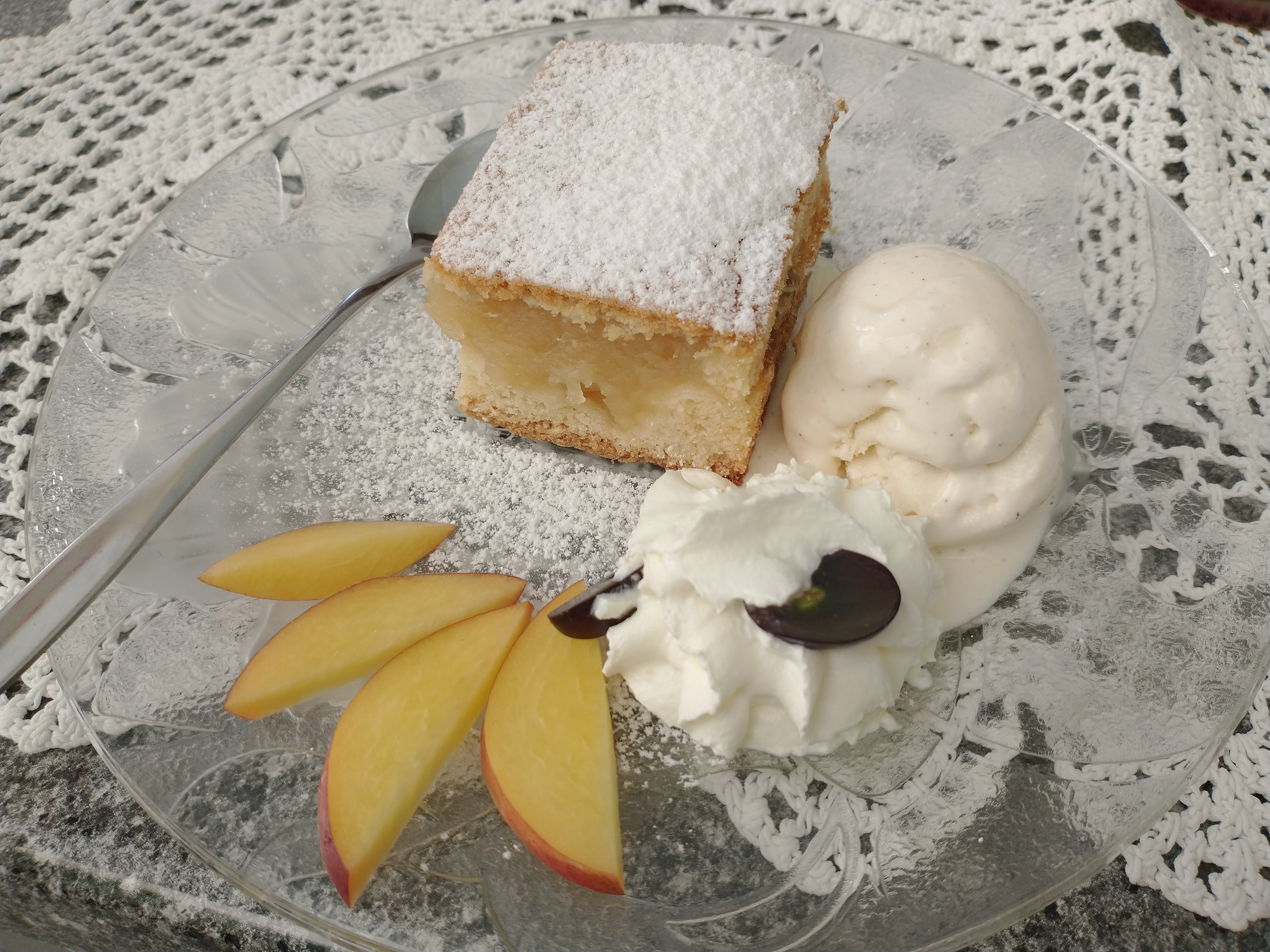
Шарлотка, подана з ванільним морозивом та збитими вершками

Шарлотка (пол. Szarlotka), яблучник (пол. jabłecznik ) — яблучне тістечко, кондитерський виріб, винахід котрого приписаний Марі-Антуану Карему (кондитеру з Франції), що складається з пісочного тіста (включаючи напівпісочне) та фруктів. Карем створив торт під назвою фр. charlotte à la parisienne коли відкривав у Парижі власну кондитерську у 1803 році. У такому варіанті зустрічається майже у всіх регіонах Польщі.

## Приготування
Згідно з польськими підручниками з гастрономії, яблучники (шарлотки) — це тістечка, з начинкою з кислих яблук, що поміщена між двома шарами пісочного тіста (або напівпісочного). Поверхня таких яблучників з «підручника» оброблена помадою, крупнозернистим цукром кришталевим та збитими вершками або цукровою пудрою. Готове тістечко перед подачею розрізають на квадратні шматочки.
Яблука на шарлотку можуть бути сирими (шматочками) або обробленими. До яблук у польській шарлотці додають спеції, найчастіше це кориця та гвоздика. Яблучне тістечко часто подають у гарячому вигляді з ванільним морозивом .
Крім яблук, для приготування шарлотки можна використовувати груші, персики, абрикоси, сливи та інші фрукти, а як додаток родзинки .
У давній польській кухні яблучний мармелад змішували з іншими фруктами або конфітюрами. Замість пісочного тіста використовували хліб, грінки або сухарі.